# Где ћемо вечерас
Где ћемо вечерас је назив деветог студијског албума Индире Радић. Индира је крајем 1999. напустила кућу Зам, и нови албум, Миленијум, издала за Гранд продукцију. Године 2001. снимила је и Где ћемо вечерас, који, као и претходни албум, није остварио велики комерцијални успех. Најпопуларније песме на њему биле су Види шта си сад без мене, Не боли то и Живот иде даље.

## Песме
На албуму се налазе следеће песме: